# سوني فيجن-إس
سوني فيجن-إس هي سيارة كهربائية تحت التطوير من قبل شركة سوني، تم الكشف عن النموذج الأولي للسيارة أثناء معرض الإلكترونيات الاستهلاكية 2020 وكٌشف عن النموذج الثاني في 2022.